# Греков, Димитр
Димитр Панайотов Греков (болг. Димитър Панайотов Греков; 14 сентября 1847, Болград, Бессарабская область, Российская империя — 7 мая 1901, София, Болгария) — болгарский государственный и политический деятель, премьер-министр Болгарии (30 января — 13 октября 1899).

## Биография
Димитр Панайотов Греков родился в 1847 году в городе Болграде (тогда в составе Бессарабской области, ныне Одесская область Украины, см Болгары Бессарабии). Окончил Болградскую гимназию, изучал юриспруденцию в Париже; был членом суда, затем адвокатом в Румынии. После освобождения Болгарии он был председателем Софийского апелляционного суда.
После освобождения Болгарии в 1878 году переселился туда, был членом тырновского народного собрания, где принадлежал к Консервативной партии (сторонник двухпалатной системы, ограниченного избирательного права и т. д.).
В первом составленном князем Александром Баттенбергом кабинете (июль 1879) Греков получил портфель министра юстиции (кабинеты Бурмова и митрополита Климента). После переворота 1881 года назначен вице-председателем «державного совета», в 1882—1883 годах министром юстиции в кабинетах русского генерала Соболева и Стоилова. После отречения Баттенберга был избран одним из трёх делегатов, ходатайствовавших перед великими державами о скорейшем выставлении кандидата на болгарский престол. Со времени занятия принцем Фердинандом болгарского престола Греков занимает посты министра юстиции.
В 1890—1894 годах был министром иностранных дел в кабинете Стамболова; после падения кабинета Стоилова с января по октябрь 1899 года стоял во главе им образованного стамболовистского кабинета.